# Metamorfosis (álbum de Efecto Mariposa)
Metamorfosis es el segundo álbum del grupo Efecto Mariposa, publicado en España el 5 de mayo de 2003. En este trabajo, el grupo da un mayor protagonismo a la guitarra eléctrica, sin dejar de lado su característico sonido pop. De las siete canciones que componen el disco se eligió como primer sencillo «Qué más da», la adaptación al castellano de «Teenage superstar», de la cantante neerlandesa Kim-Lian. Su repercusión en las radios musicales españolas fue notable, algo que no pudo lograr su segundo sencillo «Dime dónde». Además de los siete cortes, se incluye una pista multimedia que contiene una entrevista con la banda, las fotografías realizadas en la sesión del álbum y diversos vídeos que muestran la grabación y producción del disco. También aparece el vídeo oficial de «Qué más da» y una actuación de Efecto mariposa en México. Casi un año después de su salida, el disco es reeditado bajo el nombre de Metamorfosis II. En ella se incluyen cuatro nuevas canciones y la versión en directo de «Sola», primer sencillo de su álbum debut. Para promocionarla se lanzó como sencillo «El mundo», la adaptación al castellano de «Il mondo», del italiano Jimmy Fontana. Esta canción sirvió, además, como banda sonora de la campaña publicitaria de la aseguradora Santalucía. Tras la salida de Raúl Osuna, teclista de la banda, Metamorfosis II se convierte en el primer trabajo de Efecto Mariposa como trío musical. La reedición entró en el puesto número 55 de los cien discos más vendidos en España y duró, al menos, seis semanas en lista.

## Lista de canciones
Metamorfosis

| N.º | Título              | Duración |  |
| 1.  | «Qué más da»        | 3:03     |  |
| 2.  | «No puedo más»      | 3:28     |  |
| 3.  | «A la luna»         | 4:09     |  |
| 4.  | «Sálvame»           | 3:37     |  |
| 5.  | «Dime dónde»        | 3:18     |  |
| 6.  | «Flotando voy»      | 4:04     |  |
| 7.  | «Calles que te ven» | 3:58     |  |

Metamorfosis II

| N.º | Título                      | Duración |  |
| 1.  | «El mundo»                  | 3:16     |  |
| 2.  | «Nadie»                     | 3:15     |  |
| 3.  | «Si tú te vas»              | 3:49     |  |
| 4.  | «Cuando uno es dos»         | 3:02     |  |
| 5.  | «Dime dónde»                | 3:18     |  |
| 6.  | «A la luna»                 | 4:09     |  |
| 7.  | «No puedo más»              | 3:29     |  |
| 8.  | «Qué más da»                | 3:03     |  |
| 9.  | «Sálvame»                   | 3:38     |  |
| 10. | «Flotando voy»              | 4:06     |  |
| 11. | «Sola (Versión en directo)» | 4:06     |  |

## Posiciones y certificaciones

### Semanales
| País   | Ranking         | Primera semana | Posición de ingreso | Mejor posición | Semanas en la mejor posición | Semanas en el ranking | Última semana |
| ------ | --------------- | -------------- | ------------------- | -------------- | ---------------------------- | --------------------- | ------------- |
| Europa |                 |                |                     |                |                              |                       |               |
| España | Top 100 álbumes | -              | -                   | -              | -                            | -                     | -             |

### Copias y certificaciones
| País   | Proveedor  | Año | Certificación | Copias certificadas (según IFPI) |
| Europa |            |     |               |                                  |
| España | Promusicae | -   | -             | -                                |